# 夢占
夢占，又稱夢卜或解夢，是一種以夢解釋作其依據的占卜術。

## 中國（漢族）
在中國大陸，歷代都有人編撰占夢書，且據出土甲骨文等文獻記載商朝已確定經常有人占夢。

### 歷史
商朝的卜官在占夢時會參考典籍資料以作參考或依據。
周朝設有官職專司「占夢」；當時，人們對於夢境的占卜及解釋已有一定準則。在春秋及戰國時代，占夢書已確定出現。此後，占夢書開始持續流傳，如《漢書·藝文志》等都曾收錄《黃帝長柳占夢》十一卷及《甘德長柳占夢》二十卷。

## 臺灣原住民

### 撒奇萊雅族
撒奇萊雅語稱夢占作simpi；族人據夢境的暗喻獲得啟示，並相信該啟示與未來有密切關係且必定發生。

### 泰雅族
泰雅語稱夢卜作mita spi或kspi；泰雅族習慣根據夢境判斷吉凶，尤其是在關於某些特別祭典儀式的事項上。在進行出草或戰鬥時，族中勇士必在途中或出發前作夢，並以夢卜辨別吉凶。

### 魯凱族
在魯凱族的習俗中，若要為特定事情尋求夢境啟示叫做kiasipi，而作夢則稱wasipi，二者都涵有占卜之意。透過夢占啟示，族人得以知道已決定之事是否能夠順利成功，或者得知未來之事將是好或壞，再者藉之與靈界溝通。

### 布農族
布農語稱夢占作Taisah。在任何重大活動舉行前，族人必須進行夢占，因為夢占的結果代表眾神的旨意。族人依其經驗和智慧將夢境依不同祭典或活動區分為「吉夢」和「凶夢」；夢占是布農族從事任何活動的指引，而吉夢更是他們從事任何活動的信心來源。

### 卑南族
夢占在卑南語的對應詞彙為metia’，該詞的原意為「作了夢」。傳統上，卑南族在面臨重大決定前除參考「斷竹占卜」的結果，通常也會進一步解析當時夢境以作參考。通常，人們會挑選夢境中非常態且較吸引其注意的一段作解夢的最優先選擇，而且夫妻或親友間會互相討論；遇到難以解釋的夢境，人們往往會尋求部落中較具智慧的人提供意見。

## 外部鏈結
- 睡眠你知多少事(六)--多說些「解夢」 - 國立臺灣師範大學[永久]
- 夢占逸旨- 中國哲學書電子化計劃

### 延伸閱讀
- 泰雅族‧太魯閣族--文面文化 - 台灣原住民數位博物館